# Atteridgeville
Atteridgeville est un township de la province de Gauteng en Afrique du Sud. Situé dans la banlieue ouest de Pretoria, il fait partie de l'aire métropolitaine de Tshwane.
Sa population était de 64 425 habitants en 2011.
Le stade Lucas Masterpieces Moripe Stadium, d'une capacité de 28,900 places, est situé à Atteridgeville.

## Historique
Le township d'Atteridgeville est fondé par le gouvernement sud-africain en 1939. Destiné à la seule population noire, le township, dont le nom envisagé est Motsemogolo (grand township), est finalement baptisé en l'honneur de Myrtle Patricia Atteridge, la présidente du comité des affaires non européennes du conseil municipal et vice-maire de Pretoria. Les premiers occupants à s'installer le 26 mai 1940 provenaient du quartier de Marabastad, alors insalubre et surpeuplé. Les nouveaux logements proposés aux habitants étaient des maisons en briques, raccordés à l'électricité et disposant de toilettes. De 1940 à 1949, plus de 1500 maisons sont construites pour recevoir d'anciens résidents de Marabastad, Newclare, Bantule, Lady Selborne ou encore Hove's Ground. La mise en place de l'apartheid à partir de 1948 généralise ces déplacements de population noire vers Atteridgeville à tous les quartiers de Pretoria.
Entre 1939 et le début des années 60, des écoles, des crèches et des dispensaires sont construits dans le township qui est lui-même relié par le train à Pretoria Central.
De 1968 à 1978, le développement des infrastructures et des logements est cependant gelé par le gouvernement qui considère que le lieu de résidence des populations noires est dorénavant dans les bantoustans (homelands) et qu'il ne convient plus d'y construire de nouvelles maisons. Néanmoins, la population continue de croitre dans le township et les conditions de vie se détériore.
En 1984, Atteridgeville devient une municipalité (noire) dans le cadre de la nouvelle politique d'apartheid municipal.
En 1995, la municipalité est rattachée à celle de Pretoria puis intégrée avec celle-ci dans celle de Tshwane en 2000.

## Quartiers
Atteridgeville est divisé en 3 secteurs: Phomolong, Concerned et Jeffville.